# 2021年2月

## 2月1日
- 缅甸国务资政昂山素季、总统温敏和缅甸执政党的领导人被缅甸国防军拘留，缅甸发生政变[1]，引起全國抗议。

## 2月2日
- 美国国会参议院以86票支持、13票反對批准皮特·布蒂吉格出任美国运输部长。[2]
- 俄罗斯一家法庭判处反对派政治人物阿列克谢·纳瓦尔尼三年半监禁。[3]
- 北美洲極右團體驕傲男孩連同其他12個激進團體被加拿大政府定性為恐怖組織[4]。

## 2月3日
- 在辭職後，義大利總統塞爾焦·馬塔雷拉授權前歐洲中央銀行行長馬里奧·德拉吉組建新政府[5]。

## 2月4日
- 澳大利亞珀斯市遭林火（英语：2021 Wooroloo bushfire）和疫情雙重考驗。[6]
- 帕劳宣布退出太平洋岛国论坛[7]。

## 2月5日
- 缅甸果敢自治区联邦巩固与发展党主席白应能的车队在掸邦北部纳迪村附近遭遇不明武装组织袭击。[來源請求]

## 2月6日
- 2月6日，2021年高雄市第九選舉區市議員黃捷罷免案以55,261同意、65,391不同意，成為中華民國罷免制度非村首長中首件結果為不同意票數多於同意票的罷免案，高雄市議員黃捷得以留任。[8]

## 2月7日
- 印度北阿坎德邦發生因冰川斷裂而引發的洪水，造成超過100人失蹤。[9]
- 2021年厄瓜多爾大選進行投票。[10]
- 2021年列支敦士登议会选举進行投票。[11]
- 海地政府宣佈已挫敗一次政變圖謀，至少23人被捕。[12]
- 美國美式足球隊坦帕灣海盜以31比9擊敗堪薩斯城酋長，贏得第五十五屆超級盃冠軍。[來源請求]
- 剛果民主共和國總統菲利克斯·齊塞克迪接替西里爾·拉瑪佛沙出任非洲聯盟輪值主席。[13]

## 2月8日
- 中国江西省安远县车头镇发生一辆半挂车和轿车相撞事故，致6人死亡。[14]
- 中国首款量子计算机操作系统“本源司南”正式发布，由合肥本源量子计算科技有限责任公司自主研发[15]。

## 2月9日
- 阿联酋希望号火星探测器成功進入火星軌道。[16]
- 密克罗尼西亚联邦、基里巴斯、马绍尔群岛和瑙鲁4个密克罗尼西亚国家继帕劳之后宣布退出太平洋岛国论坛[17]。

## 2月10日
- 天问一号成功進入火星軌道。[18]
- 政府釋放曾經獲得哈維爾人權獎的婦女權利活動家魯嘉因·哈德洛爾。[來源請求]

## 2月11日
- 德國拜仁慕尼黑足球俱樂部以1比0擊敗墨西哥新萊昂自治大學老虎足球俱樂部，贏得2020年國際足總俱樂部世界盃冠軍。[19]

## 2月12日
- 2021年2月12日凌晨，中国国家广播电视总局发布公告，BBC世界新闻台涉华报道有关内容严重违反《广播电视管理条例》《境外卫星电视频道落地管理办法》有关规定，违反新闻应当真实、公正的要求，“损害中国国家利益，破坏中国民族团结”，不符合境外频道在中国境内落地条件，国家广播电视总局不允许BBC世界新闻台继续在中国境内落地，对其新一年度落地申请不予受理[20]。

## 2月13日
- 馬里奧·德拉吉宣誓就任意大利總理。[21]
- 美国参议院對第二次唐納·川普彈劾案進行表決，有57票支持彈劾，43票反對，未能達到三分之二的多数，唐納·川普因此獲判无罪。[22]
- 日本福岛县近海发生震级为Mj 7.2级左右的地震。[23]

## 2月14日
- 2021年加泰羅尼亞議會選舉進行投票。[24]
- 2021年科索沃议会选举進行投票。[25]
- 刚果民主共和国西部刚果河段发生沉船事故（英语：2021 Congo River disaster），造成至少60人死亡，200多人失踪。[26]

## 2月15日
- 世界貿易組織正式任命恩戈齊·伊衞拉為新任總幹事，伊衞拉亦將成為世貿組織首位非裔及女性總幹事。[27]

## 2月16日
- 世界卫生组织要求塞内加尔、几内亚比绍、马里、科特迪瓦、塞拉利昂和利比里亚六个非洲国家留意埃博拉病毒疫情。此前，几内亚和刚果民主共和国两地再度爆发埃博拉疫情。[28]

## 2月17日
- 科學家自西伯利亞永久凍土的草原猛獁牙齒中成功提取距今165萬年的。[29]
- 北美遭冬季暴風雪吹襲，美國、墨西哥多地因極寒天氣大停電，至少造成49人死亡。[來源請求]

## 2月18日
- 社交媒体巨头Facebook禁止澳大利亚用户通過其平台浏览国内和国外新闻機構的新聞报道或分享該等報道的链接。[30][31]
- 火星2020任務火星車毅力号火星探测器和携带的无人直升机机智号成功在火星表面著陸。[32]
- 阿爾及利亞總統阿卜杜勒-馬吉德·塔布納宣布解散議會，並且赦免先前參與示威而入獄的民眾。[來源請求]
- 因為就逮捕統一民族運動主席尼卡·梅利亞一事存在分歧，喬治亞總理格奧爾基·加哈里亞宣布辭職。[來源請求]

## 2月19日
- 比特幣市值首次突破1萬億美元。[33]
- 美國重新加入巴黎協定。[34]
- 波尔菲里耶任塞尔维亚正教会第46任牧首[35]。

## 2月21日
- 馬來西亞正式接收第一批次、共312,390劑的輝瑞疫苗，接種計劃提前至2月24日開跑。[36]
- 苏丹放棄蘇丹鎊固定匯率。[37]
- 2020年－2021年尼日爾總統選舉（英语：2020–21 Nigerien general election）進行次輪投票。[38]
- 2021年老撾國會選舉（英语：2021 Laotian parliamentary election）進行投票。[39]
- 大坂直美获得2021年澳大利亚网球公开赛女单冠军。[40]

## 2月22日
- 诺瓦克·德约科维奇获得2021年澳大利亚网球公开赛男单冠军。[40]
- 法國電子音樂團體傻朋克宣告解散。[41]
- 加拿大國會下議院除加拿大總理杜魯多及其內閣，全體266票一致通過認為中國對新疆維吾爾族的行動構成種族滅絕[42]。
- 義大利駐剛果民主共和國大使路卡·阿塔納西歐在北基伍省首府戈馬遭遇槍手襲擊後逝世，終年43歲。[43]
- 在格奧爾基·加哈里亞宣布辭職後，議會通過新任總理伊拉克里·加里巴什維利的信任投票。

## 2月23日
- 格鲁吉亚當局拘捕主要反對黨统一民族运动主席尼卡·梅利亞。[44]
- 美國高爾夫球手老虎伍茲在加州兰乔帕洛斯弗迪斯遭遇車禍受傷，被送往當地醫院接受手術治療。[45]

## 2月24日
- 2021年至2022年度香港政府財政預算案发布。[46]
- 意大利政府正式請求聯合國及世界糧食計劃署對路卡·阿塔納西歐遇害事件啟動調查。[47]

## 2月25日
- 北京召开全国脱贫攻坚总结表彰大会，标志着中国自2015年起发动的政治民生运动脱贫攻坚战正式结束。[48]
- 中国国务院部委管理的国家局国家乡村振兴局正式挂牌成立[49]。
- 澳大利亚众议院通過《新聞媒體議價法》，要求科網公司為其平台上的新聞內容向出版商支付費用。[50]
- 亚美尼亚武装力量總參謀部要求總理尼科尔·帕希尼扬及其政府辭職。[51]
- 荷蘭國會通過認為中國在新疆的行為構成維吾爾族種族滅絕的動議，而荷蘭執政黨自由民主人民黨議員則投下反對票[52]。

## 2月26日
- 至少317名女學生在尼日利亞扎姆法拉州被武裝人員綁架。[53]
- 美国公布一份解密的情报报告，这份报告专门指出，沙特阿拉伯王储穆罕默德·本·薩勒曼批准在沙特駐伊斯坦布爾總領事館杀害沙特异议人士賈邁勒·卡舒吉。[54]

## 2月27日
- 著名藝人吳孟達因肝癌於仁安醫院逝世，享壽70歲。[55]

## 2月28日
- 2021年薩爾瓦多議會選舉（英语：2021 Salvadoran legislative election）進行投票。[56]
- 中華人民共和國導演趙婷的在美國第78屆金球獎贏得最佳戲劇類影片和最佳導演獎項。